# Trung Lý
Trung Lý là một xã thuộc tỉnh Thanh Hóa, Việt Nam.

## Địa lý
Xã Trung Lý nằm ở vùng cao phía tây bắc tỉnh Thanh Hóa, có vị trí địa lý:
- Phía nam giáp xã Hiền Kiệt
- Phía đông giáp các xã Trung Thành, Trung Sơn
- Phía bắc giáp xã Mường Lý với ranh giới là sông Mã
- Phía tây giáp các xã Nhi Sơn, Tam Chung và nước Lào.

Xã Trung Lý có diện tích tự nhiên 197,50 km², quy mô dân số năm 2024 là 7.335 người, mật độ dân số đạt 37 người/km².

## Lịch sử
Địa bàn hiện nay của xã Trung Lý đến trước năm 1963 thuộc xã Tam Chung, huyện Quan Hóa.
Theo Quyết định số 30-CP ngày 6 tháng 3 năm 1963 của Hội đồng Chính phủ, xã Tam Chung được chia thành 3 xã mới: Pù Nhi, Tam Chung, Trung Lý. Xã Trung Lý có 9 chòm: Cang, Co Cài, Dông, Nang, Pó, Tà Cóm, Tài Chính, Táo, Xa Lăn.
Ngày 18 tháng 11 năm 1996, xã Trung Lý chuyển sang trực thuộc huyện Mường Lát mới thành lập.
Ngày 5 tháng 8 năm 1999, Chính phủ ban hành Nghị định số 65/1999/NĐ-CP (có hiệu lực từ ngày 20 tháng 8 cùng năm). Theo đó, tách phần thuộc tả ngạn sông Mã của xã Trung Lý để thành lập xã Mường Lý; xã Trung Lý còn lại 16.230 ha và 4.263 người.
Năm 2018, xã Trung Lý có 16 thôn. Ngày 11 tháng 7 cùng năm, Hội đồng nhân dân tỉnh Thanh Hóa khóa XVII thông qua Nghị quyết về việc sắp xếp thôn, tổ dân phố trên địa bàn tỉnh; trong đó có việc nhập bản Khằm III vào bản Khằm II. Sau sắp xếp, xã Trung Lý còn 15 bản như hiện nay.
Ngày 16 tháng 6 năm 2025, huyện Mường Lát bị giải thể do bỏ cấp huyện; xã Trung Lý chính thức là đơn vị hành chính trực thuộc tỉnh Thanh Hóa từ ngày 1 tháng 7 năm 2025.

## Hành chính
Xã Trung Lý có 15 bản: Ca Giáng, Cánh Cộng, Co Cài, Hộc, Khằm I, Khằm II, Lin, Ma Hác, Nà Ón, Pá Búa, Pá Quăn, Tà Cóm, Táo, Tung, Xa Lao.